# De Buylaers
De Buylaers is een natuurreservaat gelegen aan de rivier de Durme, die beheerd wordt door vzw Durme, in het centrum van de Belgische stad Lokeren.
Het natuurreservaat bestaat vooral uit moerassige rietvelden. Elk jaar komt een koppel ooievaars, op de ooievaarspaal, broeden. De "Lokerse" ooievaars zijn vooral lokaal gekend. Een oude meander van de Durme was ook (deels) gelegen op het grondgebied van De Buylaers.
In het gebied komen de volgende typerende plantensoorten voor: blaaszegge, grote ratelaar, moerasbasterdwederik en moerasbeemdgras.